# Кититас (Вашингтон)
Кититас (енгл. Kittitas) град је у америчкој савезној држави Вашингтон. По попису становништва из 2010. у њему је живело 1.381 становника.

## Демографија
Према попису становништва из 2010. у граду је живело 1.381 становника, што је 276 (25,0%) становника више него 2000. године.
| Група             | 2000.       | 2010.         |
| Белци             | 943 (85,3%) | 1.146 (83,0%) |
| Афроамериканци    | 7 (0,6%)    | 8 (0,6%)      |
| Азијати           | 1 (0,1%)    | 4 (0,3%)      |
| Хиспаноамериканци | 128 (11,6%) | 181 (13,1%)   |
| Укупно            | 1.105       | 1.381         |